# 于吉 (台湾作家)
于吉 （1922年—2002年），台湾作家、报人。原名俞棘。浙江慈溪人。

## 生平
1914年10月14日，生于浙江慈溪。早年肄業于上海勞動大學社會系。
1946 年2月20日，《中華日報》在台南創刊，曾任編輯、副主筆、總編輯。
1947年2月19日，被推举为台南记者会常务监事。
1970年12月10日，在台南新闻界工作期间，时任《中华日报》副总、主笔，因白色恐怖牵涉，被捕入狱，台湾军事法庭上被判刑5年，刑满三年。此为台湾新闻史上轰动一时的“李荊蓀、俞棘案”。
2002年7月30日，逝世于台湾。

## 文学理念
以写小说为主，曾主张：
| 在我所寫的書中，以往我總是努力使所寫的題材，不要和時代脫節，希望筆桿的運走能和時代的脈搏一起跳動。在表現的手法上，我力求作品具有真實感。 |

## 代表作品
长篇小说：
- 1962年：《泡沫》
- 1964年：《郁雷》
- 1965年：《凤凰树下》 ，《黄帝子孙》
- 1966年：《失去的影子》
- 1967年：《金蕉园》
- 1968年：《花潮》

短篇小说集：
- 1968年：《生命的递嬗》